# Петрократия
Петрокра́тия (от англ. petroleum «нефть» + греч. κράτος «власть, государство») — властные структуры, опирающиеся на владение или распоряжение нефтью, либо государство, один из основных доходов которого составляет доход от продажи этого сырья: петрогосуда́рство. Иногда понятие петрократии расширяют на режимы, получающие основной доход от продажи природного газа либо нефти и газа суммарно.

## История
Петрократия является частным случаем олигархии — режима, при котором реальная власть находится у небольшого круга лиц (например: знати, военных, партийной верхушки либо родственников правителя). Термин появился относительно недавно, по мере возрастания доли нефти в общем потреблении энергоресурсов (до трети в настоящее время) и её важности для всех (особенно для военной и транспортной) отраслей экономики.
Понятие «петрогосударство» — petrostate — ввёл в оборот в 1997 году Фернандо Коронил в книге «Волшебное государство» — критическое исследование Венесуэлы как страны, которую разорила нефть, так как элита, имея сырьевые доходы, не смогла создать общество благосостояния.
Одно из первых упоминаний термина «петрократия» было сделано Збигневом Бжезинским в декабре 2003 года:
За последнее время Россия медленно, но верно сползает от демократических принципов к так называемой «петрократии» (от petroleum, нефть. — Ред.).
Термин используется для критики сложившегося в России в конце XX — начале XXI веков политического режима. Помимо России термин применяется для характеристики таких стран, как Венесуэла, Саудовская Аравия, Египет, Иран, и других, где у власти находится нефте-сырьевая олигархия.

## Описание
Экономист и политолог Майкл Росс выделяет четыре особенности нефтяных доходов:
1. они велики;
2. это прямые доходы с государственной собственности;
3. такие доходы нестабильны, потому что зависят от мировых цен на нефть;
4. непрозрачны и секретны.

Александр Эткинд указывает на то, что благодаря малой трудоёмкости нефти петрогосударства оказываются независимы от народа и для таких государств характерна сословная структура — несменяемая и живущая в роскоши хорошо охраняемая элита и население, недалеко ушедшее от натурального хозяйства. Элита оправдывает своё существование менеджерскими способностями и заботой о людях, перераспределяя часть сверхдоходов в пользу населения. Политэкономический принцип демократии — нет налогов без представительства — в петрогосударствах не работает, потому что они не зависят от налогов. Только нефтяные доходы способны заменить налогообложение целых государств: если в прежних формах ресурсной зависимости (например, торф, уголь, сахар, железо, мех) элита порабощала часть населения, а другая часть оставалась свободной, то нефть ставит в зависимое положение почти всё население.
В условиях глобального капитализма различают петрократию постколониальных и постсоциалистических стран:
- в постколониальных странах основу политического режима составляет быстрое обращение нефтедолларов — правящий класс ведёт разработку месторождений, получает долларовую прибыль на международном рынке, затем переводит эти доллары в национальную валюту, используя подконтрольные ему секторы экономики (например, Нигерия и Венесуэла);
- в постсоциалистических странах нефть и газ являются объектом ситуативного бартера (обмен на товары, технологии, инфраструктуру и др.) и центральным элементом любого рода сложных квазиденежных схем, когда торговые партнёры выстраивают отношения доверия на личных связях, а не на национальной или иностранной валюте как общепринятой мере обмена (например, Азербайджан, Туркменистан).

Для России обмен нефти на золото играет важную роль в экономике — продажа нефти и покупка золота идут по рыночным ценам, но превращение природного богатства в золотые запасы является не экономическим, а политическим явлением: «В мире петрогосударств и суверенных фондов стратегия российских властей по превращению нефтяных доходов в золото является их особенным изобретением».

## Последствия
Во-первых, чем больше доходы от продажи нефти, тем дольше сроки жизни авторитарных режимов и меньше вероятность демократического транзита. Во-вторых, рост нефтяных доходов способствует распространению коррупции во властных структурах, а жидкое состояние сырья упрощает его хищение. В-третьих, умеренно высокие доходы от продажи нефти поддерживают гражданские войны в странах с низким и средним доходом.

## Критика
Андрей Мовчан: 65 % доходов бюджета России — это напрямую налоги граждан, а остальное — это доходы государства от добычи и реализации полезных ископаемых (включая налоги на прибыль госкомпаний), которые, согласно Конституции РФ, тоже принадлежат гражданам. Но российское государство действительно не зависит от налогов, собираемых с частных лиц, так как есть разница между тем, кому принадлежит собственность по праву, и тем, кто и как ею распоряжается. Такую ситуацию Владислав Иноземцев обозначал как коммерческое государство — де-факто власть контролирует общественное богатство, но де-юре лишь выполняет стандартные управленческие функции.
По мнению Юлии Латыниной, с 2014 года нефтяной ренты не хватает на поддержание уровня жизни российской элиты, поэтому население стало использоваться в качестве новой нефти, когда прибыль от госмонополии на тот или иной сегмент рынка (например, взимание платы с грузовиков или организация питания школьников) получает частное лицо, а издержки несёт государство.